# Falkia
Falkia es un género con siete especies de plantas con flores perteneciente a la familia de las convolvuláceas. 

## Especies
- Falkia abyssinica Engl.
- Falkia canescens C.H.Wright
- Falkia dichondroides Baker
- Falkia diffusa Hallier f.
- Falkia oblonga Bernh.
- Falkia repens L.f.
- Falkia villosa Hallier f.